# Desmolycaena mazoensis
Desmolycaena mazoensis är en fjärilsart som beskrevs av Henry Trimen 1898. Desmolycaena mazoensis ingår i släktet Desmolycaena och familjen juvelvingar. Inga underarter finns listade i Catalogue of Life.